# Serhat Tutumluer
Serhat Tutumluer (Eskişehir, 21 giugno 1972) è un attore turco.

## Biografia
Nato e cresciuto a Eskişehir (Turchia) da madre Necla (venuta a mancare nel 2017 a causa di un tumore al pancreas), Serhat Tutumluer nel 1989 ha iniziato la sua formazione presso il dipartimento di sociologia dell'Università di Istanbul e l'ha completata presso il dipartimento teatrale del conservatorio statale dell'Università Hacettepe di Ankara, dove tra il 1995 e il 1997 ha lavorato presso il teatro statale. Ha riscosso successo per le sue interpretazioni in serie televisive come Sahra, Ezo Gelin, Kül ve Ateş, Umutsuz Ev Kadınları, Filinta, Vatanım Sensin, Hercai - Amore e vendetta (Hercai) e Alparslan: Büyük Selçuklu e nei film Büyü, Ara, Devrim Arabaları e Yeraltı.

## Vita privata
Dal 2007 è sposato con l'attrice Senan Kara, dal quale ha avuto un figlio.

## Filmografia

### Cinema
- Büyü, regia di Orhan Oğuz (2004)
- Cenneti Beklerken, regia di Derviş Zaim (2005)
- Ara, regia di Ümit Ünal (2007)
- Devrim Arabaları, regia di Tolga Örnek (2008)
- Kıskanmak, regia di Zeki Demirkubuz (2009)
- Yeraltı, regia di Zeki Demirkubuz (2012)

### Televisione
- Tersine Akan Nehir – serie TV (TRT 1, 1997)
- Çaylak – serie TV, 3 episodi (Show TV, 2003)
- Kasırga İnsanları – serie TV, 3 episodi (Show TV, 2004)
- Sahra – serie TV (Kanal D, 2004)
- Esir Kalpler – serie TV, 4 episodi (Kanal D, 2006)
- Erkekler Ağlamaz – serie TV (ATV, 2006)
- Ezo Gelin – serie TV, 15 episodi (Show TV, 2007)
- Ay Işığı – serie TV (Star TV, 2008)
- Kül ve Ateş – serie TV (Star TV, 2009)
- Güneydoğudan Öyküler Önce Vatan – serie TV (Show TV, 2010)
- Umutsuz Ev Kadınları – serie TV, 150 episodi (Kanal D, Fox, 2011-2014)
- Filinta – serie TV, 26 episodi (TRT 1, 2014-2016)
- Oyunbozan – serie TV, 5 episodi (Show TV, 2016)
- Vatanım Sensin – serie TV, 3 episodi (Kanal D, 2017)
- Bir Umut Yeter – serie TV, 6 episodi (Kanal D, 2018)
- Hercai - Amore e vendetta (Hercai) – serie TV, 65 episodi (ATV, 2019-2021)
- Alparslan: Büyük Selçuklu – serie TV, 21 episodi (TRT 1, 2022-2023)
- Kirli Sepeti – serie TV, 6 episodi (Fox, 2023)
- Ufuklar ve Sınırlar – serie TV (tabii, 2023)
- Asya – serie TV (2024)

## Teatro
- Yastık Adam di Mehmet Ergen
- Kız Tavlama Sanatı di Mehmet Ergen, presso il teatro Talimhane
- Oyunun Oyunu di Mehmet Ergen, presso il BKM di Istanbul
- Bir Sevda Türküsü di Ejder Akışık, presso il teatro statale di Ankara
- Budala di Bozkurt Kuruç, presso il teatro statale di Ankara
- Giordano Bruno di Erhan Gökgücü, presso il teatro statale di Ankara
- Küçük Nasrettin di Soner Ağın, presso il teatro statale di Ankara
- Aşk Delisi di Mehmet Ergen, presso l'Aksanat
- Bir de Yolluk di Mehmet Ergen, presso l'Aksanat
- Küller Küllere di Mehmet Ergen, presso l'Aksanat
- Hamlet di Işıl Kasapoğlu, presso il teatro comunale di İzmit
- Sokağa Çıkma Yasağı di Cüneyt Çalışkur, presso il teatro comunale di İzmit
- Hakimiyet-i Milliye Aşevi di Cüneyt Türel, presso il teatro comunale di İzmit
- Nasrettin Hoca di Işıl Kasapoğlu e Melih Düzenli, presso il teatro comunale di İzmit
- Kuvayi Milliye Destanı di Melih Düzenli, presso il teatro comunale di İzmit
- Üç Kuruşluk Opera di M.Kith Kay, presso il teatro comunale di İzmit
- Karar Kimin di Şakir Gürzumar, presso il teatro comunale di İzmit
- İsli Sisli Pis Puslu di Yaşar Özveri e Yücel Ertan, presso il teatro comunale di İzmit
- Bahar Noktası di Yücel Ertan, presso il teatro comunale di İzmit
- Şahmeran Hikayesi di Ebru Kara Dehekli, presso il teatro comunale di İzmit
- Cimri, presso il teatro comunale di İzmit
- Yedi Cüceler ve Dev a Eskişehir

## Doppiatori italiani
Nelle versioni in italiano dei suoi film e delle sue serie TV, Serhat Tutumluer è stato doppiato da:
- Emilio Mauro Barchiesi[10] in Hercai - Amore e vendetta[11]

## Riconoscimenti
- International Izmir Film Festival
  - 2020: Candidato come Miglior attore non protagonista per la serie Hercai - Amore e vendetta (Hercai)
- Istanbul Film Festival
  - 2008: Vincitore come Miglior attore per il film Ara[12]
- Turkish Film Critics Association (SIYAD) Awards
  - 2012: Candidato come Miglior attore non protagonista per il film Yeraltı
- Sadri Alisik Theatre and Cinema Awards
  - 2009: Vincitore come Miglior attore per il film Devrim Arabaları[13]